# Ambrosio (paroisse civile)
Ne doit pas être confondu avec Ambrosio.
Ambrosio est l'une des neuf paroisses civiles de la municipalité de Cabimas dans l'État de Zulia au Venezuela. Elle est l'une des paroisses civiles urbaines du chef-lieu de la municipalité de Cabimas avec celles de Carmen Herrera, Germán Ríos Linares et La Rosa.

## Géographie

### Situation

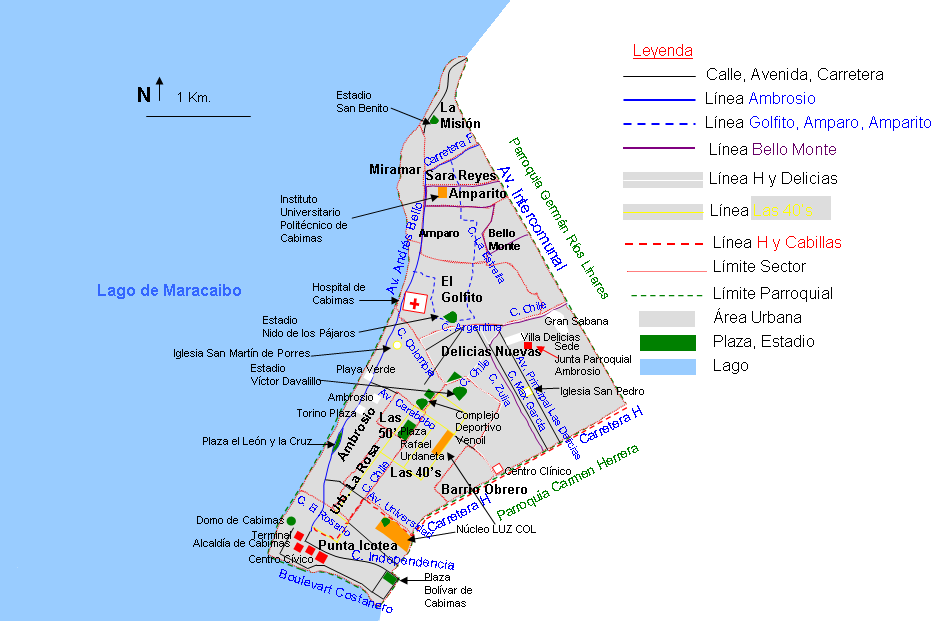
Carte de la paroisse civile.

La paroisse civile est située au bord du lac de Maracaibo qui constitue sa bordure occidentale. Elle est limitée à l'est par l'avenida Intercomunal (avenue intercommunale) et la carretera Alma Rosa. Elle constitue une partie du cœur historique de la municipalité et de la ville de Cabimas dont elle abrite le siège.

## Lieux et monuments
Elle abrite le siège de la municipalité (alcadía) et des lieux emblématiques, comme la plaza Bolívar, la plaza Rafael et l'hôpital de Cabimas. Elle accueille également un complexe sportif de baseball, un stade dit estadio Nido de los Párajos et le stade San Benito. En matière d'enseignement, le territoire abrite le l'institut universitaire polytechnique de Cabimas et l'université de Zulia Núcleo Costa Oriental del Lago. Les édifices religieux principaux sont les églises de San Pedro et celle de San Martín de Porres.